# رسم صوري
الرسم الصوري (بالإنجليزية: Pictogram) (البِكتُ‍غرام \-غراف) هو كل رسم موضَّح يتضمن رمزا بأشكال وألوان للإخبار بمعلومات محددة.

## معرض صور

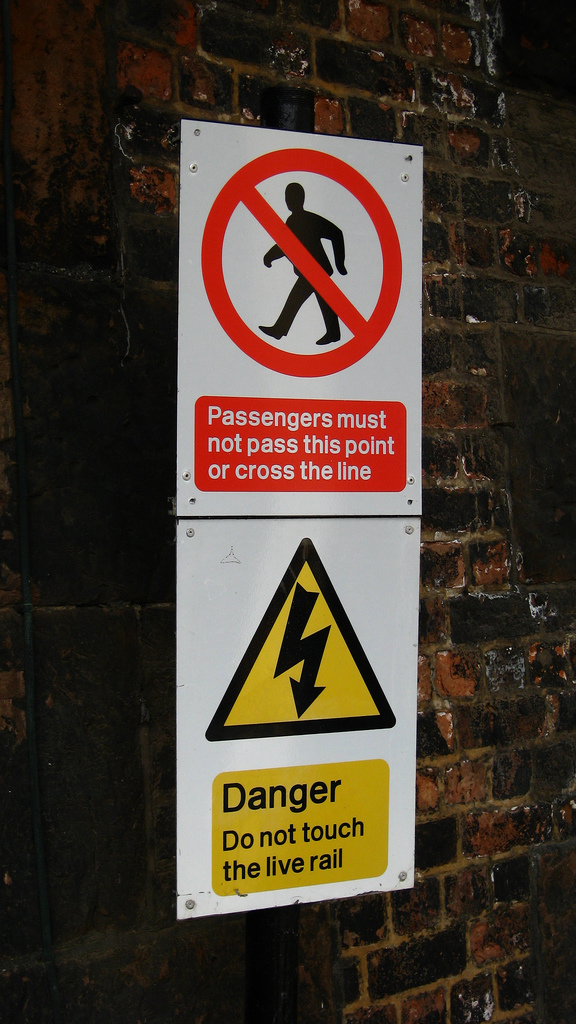
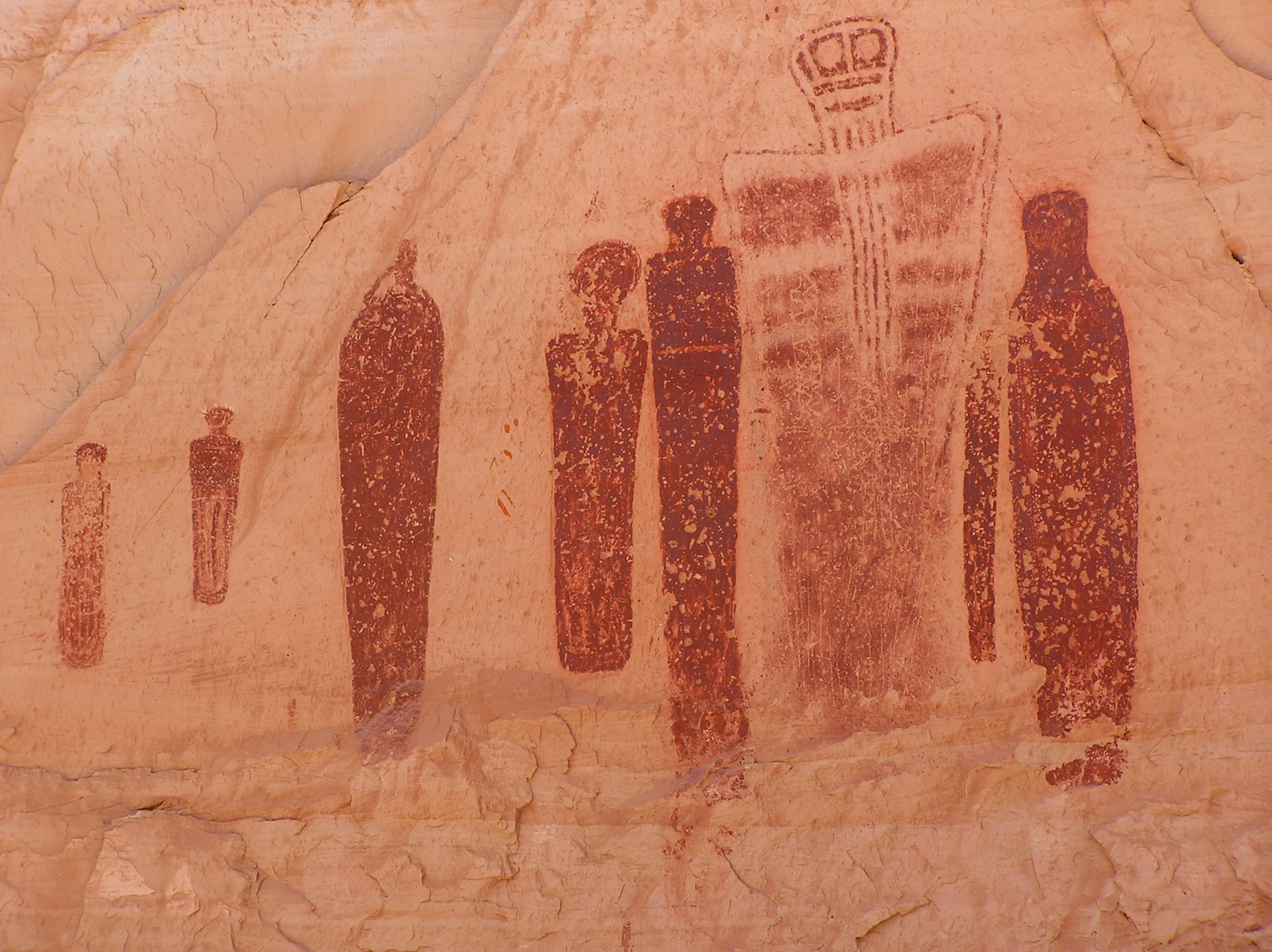
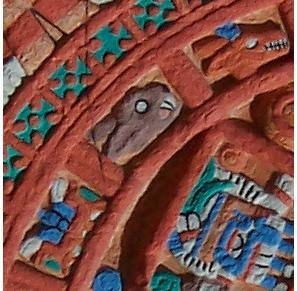
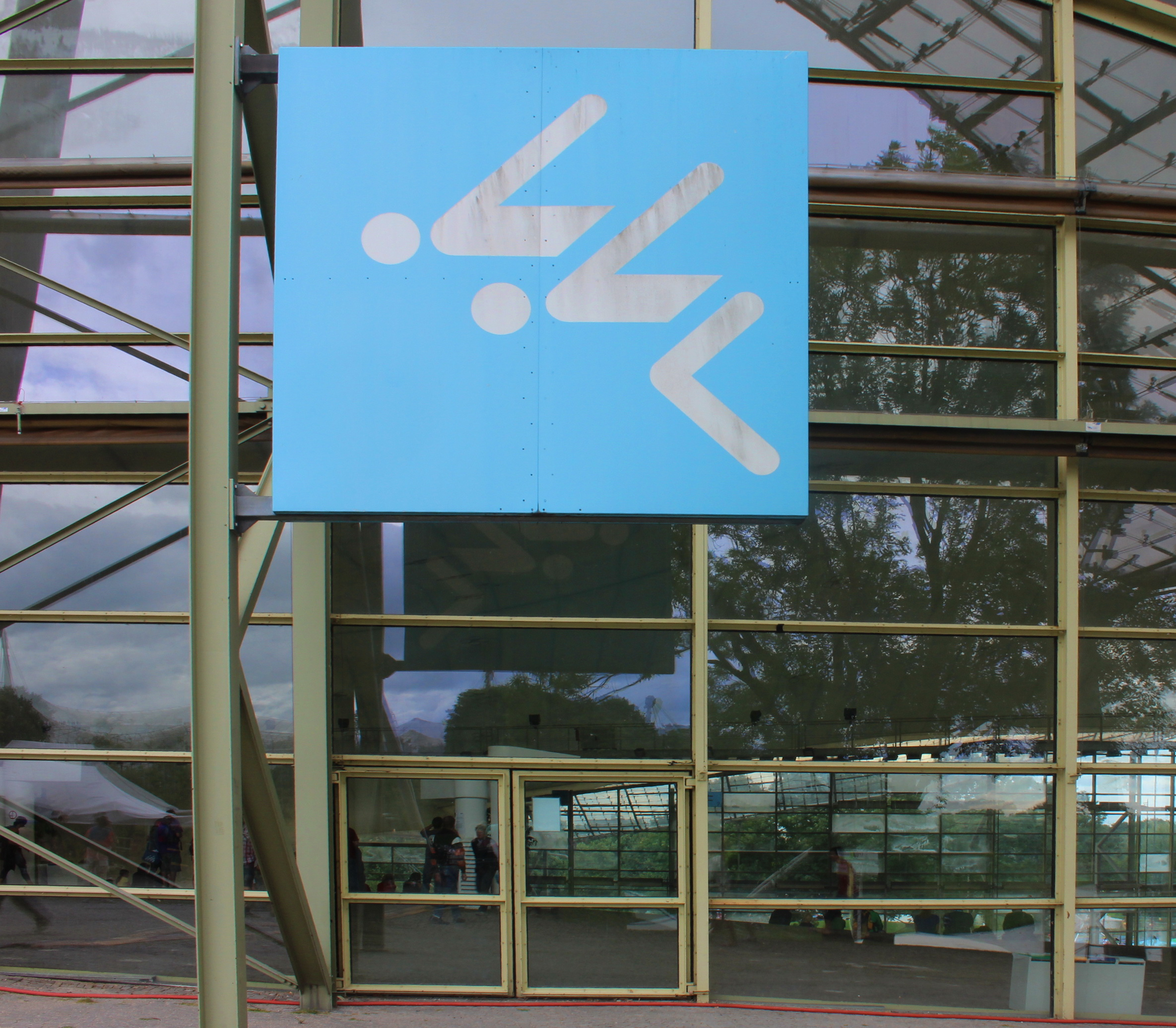